# Kyanippos (Sohn des Aigialeus)
Kyanippos (altgriechisch Κυάνιππος Kyánippos), der Sohn des Aigialeus mit einer Neleide, war der letzte König von Argos aus dem Hause der Biantiden.
Da sowohl sein Großvater Adrastos, der damalige König von Argos, als auch sein Vater im Zug der Epigonen starben, war er der rechtmäßige Nachfolger auf den Thron. Er war zu dieser Zeit noch unmündig und deshalb übernahmen Diomedes und Euryalos die Vormundschaft und regierten das Land. Später übernahm Kyanippos die Regierungsgeschäfte, starb jedoch kinderlos und so fiel der Regierungsanspruch der Biantiden an Kylarabes und somit wieder an die eigentliche Königsfamilie der Anaxagoriden.